# Eremiaphila murati
Eremiaphila murati es una especie de mantis de la familia Eremiaphilidae.

## Distribución geográfica
Se encuentra en Marruecos.